# Verallgemeinerte hypergeometrische Verteilung
Die multivariate hypergeometrische Verteilung, auch verallgemeinerte hypergeometrische Verteilung, allgemeine hypergeometrische Verteilung oder polyhypergeometrische Verteilung genannt, ist eine multivariate Wahrscheinlichkeitsverteilung und zählt zu den diskreten Wahrscheinlichkeitsverteilungen. Sie ist eine multivariate Verallgemeinerung der hypergeometrischen Verteilung und kann aus dem Urnenmodell abgeleitet werden. 

## Definition
Eine Zufallsvariable {\displaystyle X} mit Werten in {\displaystyle \{(b_{1},\ldots ,b_{k})\in \mathbb {N} _{0}^{k}\,|\,b_{1}+\ldots +b_{k}=n\}} heißt multivariat hypergeometrisch verteilt zu den Parametern {\displaystyle B=(B_{1},\ldots ,B_{k})\in \mathbb {N} _{0}^{k}} mit {\displaystyle B_{1}+\ldots +B_{k}=N} und {\displaystyle n\leq N}, wenn sie die Wahrscheinlichkeitsfunktion
{\displaystyle f_{B,n}(b_{1},\dots ,b_{k})={\frac {{\binom {B_{1}}{b_{1}}}\cdot {\binom {B_{2}}{b_{2}}}\cdot \ldots \cdot {\binom {B_{k}}{b_{k}}}}{\binom {N}{n}}}}
besitzt. Man schreibt dann {\displaystyle X\sim {\mathcal {H}}_{B,n}} oder {\displaystyle X\sim Hyp_{B,n}} wie bei der hypergeometrischen Verteilung.

## Herleitung aus dem Urnenmodell
Die multivariate hypergeometrische Verteilung lässt sich anschaulich aus dem Urnenmodell herleiten. Gegeben sei eine Urne mit insgesamt {\displaystyle N} Kugeln, von denen jede in einer von {\displaystyle k} unterschiedlichen Farben eingefärbt ist. Von der Farbe {\displaystyle i} gibt es {\displaystyle B_{i}} Kugeln. Die Wahrscheinlichkeit, beim {\displaystyle n}-maligen Ziehen ohne Zurücklegen genau {\displaystyle b_{i}} Kugeln der Farbe {\displaystyle i} zu ziehen, ist multivariat hypergeometrisch verteilt.

## Eigenschaften

### Erwartungswert
Ist {\displaystyle X_{i}} die Anzahl der Kugeln der Farbe {\displaystyle i}, so ist der Erwartungswert
{\displaystyle \operatorname {E} (X_{i})={\frac {nB_{i}}{N}}}

### Varianz
Die Varianz ist
{\displaystyle \operatorname {Var} (X_{i})={\frac {B_{i}}{N}}\left(1-{\frac {B_{i}}{N}}\right)n{\frac {N-n}{N-1}}}

### Kovarianz
Für die Kovarianz zwischen der Anzahl der Kugeln gilt
{\displaystyle \operatorname {Cov} (X_{i},X_{j})=-{\frac {nB_{i}B_{j}}{N^{2}}}{\frac {N-n}{N-1}}}
wenn {\displaystyle i\neq j}.

## Beispiel
Es ist eine Urne mit 5 schwarzen, 10 weißen und 15 roten Kugeln gegeben. Die Wahrscheinlichkeit, bei sechsmaligem Ziehen genau zwei Kugeln von jeder Farbe zu ziehen, ist
{\displaystyle P(2{\text{ schwarz}},2{\text{ weiss}},2{\text{ rot}})={{{5 \choose 2}{10 \choose 2}{15 \choose 2}} \over {30 \choose 6}}\approx 0.0795},
also knapp acht Prozent. Es ist {\displaystyle n=6,N=30,B_{1}=5,B_{2}=10,B_{3}=15}. Damit folgt zum Beispiel für den Erwartungswert der schwarzen Kugeln {\displaystyle \operatorname {E} ({\text{schwarz}})=1}.

## Beziehung zu anderen Verteilungen

### Beziehung zur hypergeometrischen Verteilung
Die hypergeometrische Verteilung ist ein Spezialfall der multivariaten hypergeometrischen Verteilung mit {\displaystyle B_{1}=M} und {\displaystyle B_{2}=N-M}. Man beachte hier die unterschiedlichen Parametrisierungen.

### Beziehung zur Multinomialverteilung
Die multivariate hypergeometrische Verteilung und die Multinomialverteilung sind verwandt, da sie aus demselben Urnenmodell entstehen, mit dem Unterschied, dass im Multinomialmodell zurückgelegt wird. Insbesondere lässt sich zeigen, dass wenn {\displaystyle N\rightarrow \infty } und {\displaystyle B_{i}\rightarrow \infty } gilt, sodass {\displaystyle {\tfrac {B_{i}}{N}}\rightarrow p_{i}} ist, und die {\displaystyle p_{i}} eine Wahrscheinlichkeitsfunktion auf {\displaystyle \{1,\dots ,k\}} definieren, dann {\displaystyle {\mathcal {H}}_{B,n}} punktweise gegen die Multinomialverteilung {\displaystyle {\mathcal {M}}_{p,n}} mit den Parametern {\displaystyle p_{i}} und  {\displaystyle n} konvergiert. Die multivariate hypergeometrische Verteilung kann somit durch die Multinomialverteilung approximiert werden.